# Edison Dye
Mario Edison Dye, més conegut com a Edison Dye   (Oskaloosa, 10 de maig de 1918 - Lemon Grove, 10 de maig de 2007), fou un empresari del sector de la motocicleta i promotor d'esdeveniments esportius estatunidenc. Conegut com a The Father of American Motocross ("El pare del motocròs americà"), fou el responsable de la introducció d'aquest esport als EUA i de la seva popularització al país partir de 1966, quan començà a importar les Husqvarna i convidà els millors pilots europeus a participar en les competicions que organitzava.

## Biografia

### Infantesa i joventut
Originària d'Iowa, la família Dye es va traslladar a St. Joseph (Missouri) quan Edison era petit. Més tard, la seva mare se'n va anar amb Edison a Los Angeles, on vivia un oncle, mentre que el pare se n'anà a Denver. Edison i la seva mare es van acabar establint a la zona de San Diego. El 1937, Edison Dye es va graduar a la Hoover High School de San Diego i va entrar a la Universitat Estatal de la mateixa ciutat, on va estudiar Enginyeria aeronàutica.
Acabats els estudis, va treballar a la Ryan School of Aeronautics de Hemet (al sud de Califòrnia) i, més tard, a la Solar Aircraft com a mecànic i constructor d'avions. El 1941, poc abans que els EUA entressin a la Segona Guerra Mundial, entrà a la fàbrica de Consolidated Aircraft a Fort Worth, Texas, on es construïen els bombarders B-24. Dye esdevingué capatàs a la secció de fuselatge, on tenia 7.500 operaris al seu càrrec. Poc després d'acabada la guerra, abandonà la feina i se'n tornà a San Diego, on obrí un negoci de transport amb camions per a subministrar fusta a la indústria de l'habitatge, aleshores en auge.
Entusiasta de la moto des de l'adolescència, a començaments de la dècada del 1960 Edison Dye va obrir un negoci turístic que oferia gires en motocicleta per Europa. Mentre dirigia un d'aquests grups de motoristes, va descobrir l'esport del motocròs europeu i s'hi va sentit atret de seguida. Després de conduir diverses motocicletes pel vell continent (BSA, Matchless, Triumph), va anar a raure a l'Illa de Man per a veure-hi el TT i, poc després, es comprà una BMW R695 i se'n va anar a Alemanya.

### Les primeres Husqvarna
A començaments de 1966, estant-se a Alemanya, Dye va decidir d'adquirir alguna moto per a vendre als EUA i amortitzar així les despeses dels seus viatges. Primer pensà en les Zündapp, però en sentir a parlar de les Husqvarna sueques i comprovar el seu potencial, contactà amb la fàbrica i els va comprar dues motos, una per a fer-la servir en competició i l'altra per a exposició, amb la possibilitat d'esdevenir l'importador de la marca per a Amèrica. En aquella època hi havia nombrosos fabricants europeus de motocicletes de motocròs (entre ells Husqvarna, ČZ i Bultaco) que encara no exportaven els seus models al continent americà, i Husqvarna en produïa amb prou feines 250 unitats a l'any per al mercat europeu.
Tornat als EUA amb les Husqvarna, Dye va presentar la moto en una cursa de desert, l'Imperial Valley Motorcycle Club’s Hare Scrambles, disputada a El Centro (Califòrnia) el 30 de gener de 1966. Pilotada per Don McCarley, la Husqvarna va guanyar clarament la cursa. Poc després, Edison Dye li oferí la moto a Malcolm Smith, aleshores pilot de Greeves. Després de provar-la amb èxit i de guanyar-hi la primera cursa de desert que hi va córrer, Smith esdevingué el principal pilot de la marca sueca al país i hi va arribar a córrer sis anys seguits.

### La gira de Torsten Hallman
Gràcies als èxits de Smith amb la Husqvarna, amb nombroses victòries en curses de desert i hare scrambles, la marca va començar a sonar als Estats Units, especialment a la costa oest, tot i que en córrer especialment al desert el seu potencial en cursa no s'apreciava del tot (fins aleshores, el motocròs "a l'europea" era una modalitat quasi desconeguda als EUA, on el motociclisme fora d'asfalt s'associava generalment al dirt track, l'scramble, l'enduro i les curses de desert). Fou llavors quan Edison Dye va convèncer la fàbrica perquè enviés el seu pilot estrella, Torsten Hallman (campió del món de 250cc), perquè col·laborés amb ell en la promoció del motocròs als EUA, principalment competint amb els millors pilots nord-americans en curses de demostració al llarg del país.
Durant la tardor de 1966, Hallman començà la seva gira promocional amb una exhibició a Pepperell, Massachusetts, en un circuit dissenyat per ell mateix que combinava una pista de Scramble ja existent amb el terreny accidentat que l'envoltava. Els millors pilots locals van ser convidats a competir-hi i tots ells van perdre ostensiblement davant Hallman a cadascuna de les tres mànegues de 45 minuts programades. El 1966, Hallman i Dye van organitzar sis esdeveniments més i el resultat sempre fou el mateix: victòria aclaparadora de Torsten Hallman (en una ocasió, el suec fins i tot va fer una volta sencera al circuit amb la roda anterior aixecada). Entre molts altres èxits, Hallman va guanyar sense esforç a Corriganville (Simi Valley, Califòrnia), el Campionat Kiona de Cross Country i el Campionat del Canadà de motocròs del nord-oest (en aquella època, el motocròs es coneixia encara amb el nom de Scramble al Canadà i consistia, com al país veí, en una mena de curses camp a través).

### Expansió del negoci
Aquella mateixa tardor de 1966, Dye va contractar un altre pilot suec expert en enduro i motocròs que li havia recomanat Hallman en tornar a Europa, Lars Larsson, per tal que residís durant un any als EUA i ajudés a promoure-hi el motocròs i la marca que representava. Larsson va córrer nombroses curses del tipus TT (Scramble) al llarg del país amb la Husqvarna, al mateix temps que es dedicava a cercar nous venedors i ampliar la xarxa de concessionaris d'Edison Dye. Malgrat que havia signat un contracte per un any, Larsson se n'hi va quedar força més, durant els quals va llançar, juntament amb Torsten Hallman, la marca d'equipament per a motocròs THOR Motocross i esdevingué el representant per a la costa oest d'un altre fabricant de motocicletes, Penton.
Les iniciatives d'Edison Dye anaven fent créixer el seu negoci: el primer any va vendre 100 motos, el segon, 500, després 1.000 i cada cop més. El 1967 creà una empresa en associació amb Husqvarna per a gestionar la importació i promoció de les motos sueques als EUA, anomenada Med-International Import. També en creà una altra, International Accessories, que distribuïa equipament i proteccions per als pilots de motocròs, uns productes introbables al país en aquella època. Dye comprava l'equipament a l'empresa sueca Jofa, la qual s'havia dedicat fins aleshores a la fabricació de proteccions per als jugadors d'hoquei sobre gel.

### Inter-AM i Trans-AMA
El 1967, pensant a millorar les vendes, Edison Dye va crear una mena de campionat en què els millors europeus s'enfrontaven als inexperts americans, al qual anomenà Inter-AM. Les curses se celebraven arreu dels EUA (de Massachusetts a Hawaii) a la tardor, un cop acabada la temporada de competició a Europa. El primer any hi va convidar sis pilots europeus: Joël Robert, Torsten Hallman, Roger De Coster, Dave Bickers, Arne Kring i Åke Jonsson. L'any següent n'hi convidà vint, entre ells tot l'equip oficial de Husqvarna. Tot i que els pilots nord-americans no tenien cap possibilitat contra les estrelles europees, el torneig els anava molt bé per a millorar les seves habilitats i aprendre tot el que podien dels campions. Torsten Hallman fins i tot va dirigir escoles de motocròs per a ajudar els joves afeccionats nord-americans. Les vendes de motos de motocròs, així com de la roba i equipament necessaris, es van disparar a un ritme accelerat.
La Inter-AM anà creixent sota la tutela de Dye fins al 1970. Malgrat que l'AMA no tenia inicialment cap interès en el motocròs, en veure els beneficis econòmics que representava va decidir prendre el control de l'esport. L'entitat es va adreçar als propietaris dels circuits i els va fer una oferta millor que la de Dye, al mateix temps que amenaçava els reticents amb represàlies si no acceptaven. No només això, sinó que l'AMA va contra-programar les curses d'Edison Dye amb un nou torneig, que anomenà Trans-AMA. Dye, superat, va haver de capitular i a partir del 1970 va esdevenir un promotor més de curses per a l'AMA.
Fins al 1973, Edison Dye i l'AMA van treballar junts en l'organització de diverses proves, però el 1974, a Dye només li concediren un esdeveniment al calendari de la Trans-AMA, la cursa de Saint Louis (Missouri), programada per al 3 de novembre. Aquell cap de setmana va ploure molt i diumenge al matí, el circuit St. Charles Motocross Park de Saint Louis era un fangar i s'hi veien molt pocs espectadors. Tots els esdeveniments de la Trans-AMA es programaven per a fer-se "plogui o troni", però Edison Dye es va posar nerviós i va informar que cancel·lava la cursa, adduint que ja havia perdut 10.000 dòlars en la promoció i no podia perdre'n més en pagaments als comissaris de la cursa. Els pilots es van enutjar i l'AMA va respondre prohibint a Edison Dye d'organitzar mai més cap altra prova de motocròs.

### Darrers temps
Després del cop que representà per a Dye la seva expulsió del món de les curses, les coses van seguir empitjorant. Husqvarna volia controlar el seu negoci als EUA i finalment, els suecs li van comprar l'empresa d'importació. Apartat totalment del món del motociclisme, Edison Dye va desaparèixer de l'escena pública durant els següents 23 anys. El seu nom i la seva aportació fonamental al motocròs americà varen caure en l'oblit. Dye no tornà a anar a cap cursa de motocròs ni tingué contacte amb ningú del món de l'esport fins que, el 1998, Lars Larsson i Bengt Åberg el van anar a visitar a San Diego.
Els darrers anys de la seva vida, Edison Dye residí en un geriàtric de Lemon Grove. Fou allà on es va morir el 10 de maig del 2007, dia del seu 89è aniversari. Va deixar una filla, Shirley Evancho, un net, Brent Evancho, i un besnet, Aaron Evancho.

## Distincions
El 1999 li fou concedit el premi Motocross Lifetime Achievement Award -guardó que, un temps després, fou rebatejat com a Edison Dye Lifetime Achievement Award- i fou introduït al Motorcycle Hall of Fame de l'AMA.
El 2001 li concediren el premi Mickey Thompson Lifetime Achievement Award, anomenat també Mickey Thompson Award of Excellence (es tracta d'un premi que s'atorga anualment, durant la primera ronda del Campionat AMA de supercross, a algú que hagi contribuït clarament a desenvolupar i millorar la indústria de la moto).